# Лысая Гора (Черниговская область)
Лысая Гора (укр. Лиса Гора) — посёлок в Коропском районе Черниговской области Украины. Население — 3 человека.
Код КОАТУУ: 7422285504. Почтовый индекс: 16223. Телефонный код: +380 4656.

## Власть
Орган местного самоуправления — Оболонский сельский совет. Почтовый адрес: 16223, Черниговская обл., Коропский р-н, с. Оболонье, ул. Атаханова, 2.